# Вязовка (Среднеахтубинский район)
Вязовка — хутор в Среднеахтубинском районе Волгоградской области России. Входит в состав Куйбышевского сельского поселения.

## История
По состоянию на 1936 год хутор входил в состав Калининского сельсовета Среднеахтубинского района Сталинградской области (с 1961 года — Волгоградская область). В 1954 году Калининский и Верхне-Ахтубинский сельсоветы были объединены в Кировский сельсовет. В 1956—1958 годах Вязовка являлась частью Бурковского сельсовета, а с 1958 года — частью Краснооктябрьского сельсовета. Согласно «Списку населенных пунктов Среднеахтубинского района на 1 января 1976 года» хутор был частью Куйбышевского сельсовета.

## География
Хутор находится в юго-восточной части Волгоградской области, в пределах Волго-Ахтубинской поймы, на расстоянии примерно 9 километров (по прямой) к юго-западу от посёлка городского типа Средняя Ахтуба, административного центра района. Абсолютная высота — 6 метров ниже уровня моря.

Климат классифицируется как влажный континентальный с тёплым летом (согласно классификации климатов Кёппена — Dfa).
Часовой пояс
Хутор Вязовка, как и вся Волгоградская область, находится в часовой зоне МСК (московское время). Смещение применяемого времени относительно UTC составляет +3:00.

## Население
| 2010 |
| ---- |
| 167  |

Гендерный состав
По данным Всероссийской переписи населения 2010 года в гендерной структуре населения мужчины составляли 47,9 %, женщины — соответственно 52,1 %.
Национальный состав
Согласно результатам переписи 2002 года, в национальной структуре населения русские составляли 86 %.

## Улицы
Уличная сеть хутора состоит из четырёх улиц и одного переулка.